# Война за независимость США на море
Война за независимость США на море — имеет два определения.
1. действия Королевского флота в американских водах (против 13 колоний и флотов интервенции). Сюда же по умолчанию включалась борьба против Континентального флота и приватиров в британских водах.
2. все морские операции в ходе войны, включавшие Великобританию, Францию, Испанию, Нидерланды и их колонии, как в американских водах, так и по всему миру.

## Два подхода
Американская историография до середины XX века была склонна к первому определению. Согласно ему, все существенные события той морской войны происходили в Америке и вокруг неё. Такой взгляд прямо вытекает из положения, что сутью Американской революции была борьба «республики» (Континентальный конгресс) против «деспотии» (Британская монархия).
Британия же всегда рассматривала войну в Америке в контексте глобальной борьбы европейских держав, так как должна была взвешивать важность отправки войск и кораблей в колонии против их применения на других театрах. Так, вновь назначенный секретарь Иностранного департамента виконт Веймут прямо писал: «Ключ к исходу борьбы в колониях находится в Европе». Это — взгляд на войну с точки зрения всемирной борьбы всех государств, независимо от идеологии и способа правления. Частью этой борьбы стала зарождающаяся американская нация. Действительно, союзниками новой республики оказались две абсолютные монархии (Франция и Испания) и торговая республика (Голландия), а роль деспотии досталась конституционной монархии.
Со второй половины XX в. в истории возобладал второй подход, в том числе в США. В его свете важны два положения:
1. война имела экономическую подоплёку;
2. война была неразрывно связана с морской мощью — как торговой, так и военной[6].

Разумеется, такие идеи высказывались и раньше. Мэхэн прямо указал: «размах мировой борьбы, которой наша Декларация независимости была лишь прелюдией… её подписанты вряд ли предвидели». Но их относили на узкий взгляд специалиста, придающего делам флота чрезмерное значение. Опыт двух мировых войн заставил по-новому осмыслить важность моря, и перенести его из побочных в главные факторы независимости Америки.

### Морская мощь
Как и с остальными, Британия предусмотрительно позаботилась, чтобы североамериканские колонии оставались в роли сырьевого придатка и рынка для промышленных товаров метрополии. Но в случае с Америкой вмешались другие обстоятельства. Не имея возможности богатеть на производстве, колонисты нашли другую выгодную область: торговлю, а именно морскую торговлю, чему способствовало и кораблестроение. В прошедших колониальных войнах американское население обращалось и к другому виду бизнеса, связанному с морем: приватирству.
Но, как всегда озабоченная собственной морской торговлей, Британия немедленно приняла меры для её защиты. Достаточно прочитать американскую Декларацию независимости, и окажется, что половина её текста посвящена узурпациям и притеснениям именно в части торговли: запрет на перевозки товаров иначе, чем реэкспортом через Англию, прессование моряков-колонистов, захват короной кораблей и грузов в море, и так далее.
Те же действия с британской точки зрения были защитой рынков, исполнением воинской повинности, обязательной для всех, и конфискацией контрабанды.
Причём всю войну в стратегических решениях британцев определяющим было одно экономическое соображение: чем бы ни закончилось дело в Северной Америке, Британия не могла позволить себе потерять производящие сахар, крайне доходные островные колонии в Карибах. Это диктовало, какую часть флота можно отрядить для самой Американской войны.
Так как переброски войск за океан и обратно могли осуществляться только морем, определяющую роль играли как действия противников, так и климат, преобладающие ветра и погодные условия: для перехода в Америку и обратно парусные корабли использовали «Атлантическое кольцо» (см. схему 2) попадая в Северную Америку через Канарские острова и Карибы, и возвращаясь через Ньюфаундленд с Гольфстримом. Сезонные изменения диктовали время кампаний: зимние шторма в Новой Англии не благоприятствовали флоту, и он смещался южнее, а сезон карибских ураганов с июня по сентябрь заставлял его переносить действия к северу, на американское Восточное побережье.
Наконец, движение войск внутри американского театра, с его неразвитыми дорогами и лесистой местностью, обеспечивалось почти везде водным путём. Снабжение шло всегда по воде, на то были ещё субъективные причины (см. Начальный период).
Не меньше чем метрополия зависели от моря и колонии: помимо источника доходов, это был и путь ввоза (часто контрабандного) и обмена большинства потребляемых в колониях товаров, а в случае войны — военных припасов, прежде всего пороха, который в колониях не производился. В случае британского эмбарго, все это ожидалось в виде помощи от европейских держав — врагов Британии, и тоже могло прийти только морем. Это прекрасно знали как отцы-основатели, так и их противники в Лондоне. Недаром с 1763 года Британия стремилась к взаимным гарантиям среди всех колониальных держав на пресечение незаконной торговли. Если бы их удалось получить,

…американцы изверились бы в сторонней помощи, которой их Конгресс приманивает население… Тем победили бы мятеж скорее, чем 20 000 солдат.
Оригинальный текст (англ.)make the Americans despair in that foreign aid which their Congress has hung out to them... it would Conquer America sooner than 20,000 soldiers.

Но шансов на подобное, конечно, не было. Франция и Испания сразу увидели в мятеже случай отыграть потерянное в Семилетней войне. И все равно, до официального их вступления в войну чуть ли не все операции Континентальной армии и флота были стремлением выйти из снабженческих тисков. Вашингтон писал не раз и не два:

вопию к небесам: «порох, порох, — о боги, дайте нам порох!»
Оригинальный текст (англ.)crying out for powder — powder — ye gods, give us powder.

В межвоенный период военно-морская политика Британии строилась на сдерживании: мобилизации и поддержание части кораблей в готовности обеспечивали очевидную позицию силы так, что до реального применения не доходило. Действенное против европейских держав, сдерживание было бессильно против гражданского неповиновения колонистов, в том числе против контрабанды и уклонения от пошлин и сборов. Новый свет был слишком велик, а побережье его слишком протяженно, чтобы ограниченные силы флота могли эффективно следить за исполнением насаждаемых из метрополии законов. И помощь Франции колонистам, пусть неофициальная, настраивала Лондон ещё враждебнее. Франция ясно показывала, что в случае войны в стороне не останется. Вопрос был только в моменте превращения тайной войны в открытую.

## 1775—1778 (начальный период)
Начало действий на море точно указать невозможно. Континентальный флот ещё не существовал, а частные корабли никогда не прекращали действовать. Так, американское Вторжение в Канаду была бы невозможна без поддержки с речного фланга. Принято считать, однако, что первый рейд, сделанный по распоряжению Конгресса, по времени предшествует Декларации. Это был десант в Нассау для захвата складов пороха и снарядов. Высадка была назначена на утро 3 марта 1776 года, и хотя прошла успешно, предупреждённый губернатор сумел за ночь вывезти бо́льшую часть пороха.
Первые три года войны противником Королевского флота был не столько зачаточный Континентальный флот, сколько те же приватиры и контрабандисты, с той лишь разницей, что теперь они могли поднимать новый флаг и называться «прорыватели блокады». Один только Салем к 1776 году снарядил их около 160. Мериться силами с регулярным флотом они не могли, да и не стремились. Их целью была британская морская торговля. Архивы Ллойда числят 3087 застрахованных судов потерянными от американцев, из них только 400 были захвачены Континентальным флотом, остальные приватирами.  Все вместе составляют около 15 % британского торгового флота времен войны. В результате взлетели страховки: на 30 % для судов в конвоях, свыше 50 % для идущих самостоятельно. Попытки, такие как сожжение Фалмута, наказать порты за поддержку приватиров и контрабандистов дали противоположный результат — обратили колеблющихся колонистов против короны и подтолкнули Конгресс к постройке кораблей для Континентального флота.
Второй задачей после борьбы с приватирством была поддержка армии. Здесь особенно проявились разногласия командующих, конфликт ведомственных интересов и ошибки в выборе направлений рейдов. Армия, в лице генерала сэра Хау, придерживалась стратегии рассредоточения сил. Она имела бы смысл, если бы малые разбросанные гарнизоны могли устрашать мятежников, отвращать от них колонистов и тем контролировать окружающую территорию. На деле генерал переоценил лоялистские настроения: гарнизоны не могли даже фуражировать, находясь постоянно в обороне. Поэтому на флот полностью ложилось ещё и их снабжение. Предпринятые армией экспедиции, включая такие стратегически бесполезные, как осада Чарлстона, нуждались во флоте для высадки десанта. Но в интересах самого флота на суше делалось мало.
Тем не менее, американцам противостояла далеко не вся морская мощь Британии. Наоборот, она посылала в колонии только слабейшие, старые и «экономичные» корабли. Ничего крупнее 50-пушечного в первые годы Революции там не появлялось, а в большинстве флот закупал небольшие торговые суда: шхуны, тендеры, бриги, и приспосабливал для своих нужд. Ещё одним казенным типом были таможенные куттеры, не принадлежавшие флоту. Все та же логика сдерживания заставляла держать основные силы флота в европейских водах.
Стратегически, Британия стремилась изолировать конфликт — от внешней помощи и от перерастания в большую войну. Но для малой эскадры вице-адмирала Грейвза (в 1775 году, 30 фрегатов, шлюпов, шхун и бригов, флагман HMS Preston) задача была непосильна и в военном, и в политическом плане. К концу года он имел 51 вымпел, в том числе три 44—50 пушечных, и при них 7555 человек, но и тогда не мог одновременно защищать города и патрулировать побережье от Ньюфаундленда до Флориды. Такое рассредоточение сил означало, что Грейвз часто не имел над ними контроля. Капитаны были вынуждены принимать решения самостоятельно — не лучший вариант, если в дело вмешивалась политика. Мятежники использовали для провоза боеприпасов устье реки Делавэр, со множеством заливов и бухт. Перекрыть их все было невозможно. Пришлось распространять усилия на отправные пункты: Вест-Индские владения Франции и Дании (за них отвечали Ямайская и Подветренная эскадры), и перехват голландских транспортов в Канале.
Дипломатические трудности при досмотре «натурализованных» по французским бумагам американцев были огромны. Вызовов со стороны Франции хватало в избытке. Помимо открытия своих портов для контрабанды оружия и приватирства, она начала работы по укреплению Чандернагора в Индии и Дюнкерка в Канале, последнего в качестве базы для набегов на британскую торговлю. И то и другое было открытым нарушением условий Парижского мира (1763).
Кроме того, приходилось считаться с общественным мнением у себя дома. Главным был вопрос о том, как поступать с «мятежными кузенами». Часть общества считала, что в Америке, в отличие, скажем, от Индии, живут их братья, такие же британцы, и их требование равенства обосновано. Они выступали за более либеральное отношение к колонистам, облегчение налогов, гибкость в политике и так далее. Они также справедливо говорили, что собранные с колоний средства тратятся не лучшим образом: коррупция была обычным делом. Другая часть указывала, не менее справедливо, что перед лицом внешних угроз выступления колоний являются просто бунтом и ослаблением страны изнутри, а значит, поступать с ними следует по всей строгости.
Но в конечном счёте, у правительства не было большого выбора: под давлением как внешних обстоятельств, так и влиятельных людей в Англии, из колоний выжимали все что можно. Франция, напротив, вначале не имела трудностей внутри страны, а желание реванша за потери Семилетней войны в высших сословиях было общим. Только позже, с ростом расходов и отсутствием побед в стране возникло сопротивление войне.
Разногласия проникили не только в британское общество, но и на флот, и сказались на его эффективности, особенно в начальный период. Так, назначенный летом 1776 года командовать в Америке адмирал Хау имел тесные связи в Массачусетсе, и потому был заинтересован в своей роли посредника не меньше, чем в исполнении приказов из Лондона. Во время штурма Нью-Йорка в сентябре 1776 он не ввел свои корабли в Ист-Ривер (предположительно, опасаясь мятежных батарей), чем дал возможность Вашингтону переправиться и сохранить армию.
Все это время продолжалась гонка на французских и британских верфях. Вводились в строй новые и отремонтированные корабли. Обе страны хотели обеспечить себе превосходство к началу боевых действий.

## 1778—1781 (всеобщая война)

### Европейский театр
Для Франции задача сводилась к использованию созданного преимущества: в Европе разбить Флот Канала, в Вест-Индии оккупировать слабо защищённые острова. От Американских колоний требовалось отвлекать британские силы на себя, тем позволяя французам оставаться в большинстве. Но реализовать преимущество следовало быстро: очень эффективное в части мобилизации и оснащения новых кораблей, морское министерство не могло подолгу поддерживать их в готовности. Особенно это касалось здоровья на борту. Поэтому расчёт был на единственное генеральное сражение. Зная это, Верженн напутствовал адмиралов приказами действовать только наверняка, при явном превосходстве, а иначе избегать боя.
Британский флот таким ограничением связан не был, его задачей было устранить потенциальную угрозу от флота противника. Пока существовала французская армия и боеспособный флот, сохранялась и опасность вторжения. Хотя по имеющимся данным французы не имели подобного намерения, игнорировать его в Лондоне не могли. Ближайшие планы французов, однако, не шли так далеко. Они рассчитывали обогнать британцев в темпах мобилизации флота, и использовать это краткое превосходство для победы в самом начале войны. Так, в марте 1778 года государственный министр Франции граф Морепа хвастался:
Все прошлые войны на море… мы начинали со слишком слабыми силами. И потеря одной-двух эскадр совершенно разваливала нас. На этот раз такого не будет.
Это было фатальное заблуждение. В июне Кеппель вышел в море всего с 20 линейными кораблями, но ко времени встречи с д’Орвилье имел уже 30, а в сентябре 33. Возможность быстро закончить войну французы упустили.
И снова первые выстрелы произошли на море. Хотя французский флот был в несколько лучшем состоянии, он не был готов к кампании до лета. Первое сражение состоялось в июле, в европейских водах. Силы были примерно равны, и французский адмирал д’Орвилье после одной стычки уклонялся, не давая Кеппелю боя. Генеральным сражение так и не стало, французские планы отложились на следующую кампанию. После этого Франция возобновила усилия по поиску союзников. В Британии же неопределенный результат имел куда больше общественные, чем материальные последствия.
В отличие от предыдущих войн, Британия не имела достаточно кораблей, чтобы блокировать противника в базах. Хотя суммарно численное превосходство в линейных кораблях было ещё за ней (66 против 52), часть из них была за океаном. В результате тулонская эскадра адмирала д’Эстена покинула порт, в мае прошла Гибралтар и в июле беспрепятственно достигла устья реки Делавэр. Таким образом, французами был создан новый театр морской войны.
Тем временем, в нарождающемся Континентальном флоте показал себя офицер, резко отличавшийся от других. Чрезвычайно амбициозный, с прирождённым даром военачальника, Джон Пол Джонс не полагался на опыт приватиров, из которых вышло большинство американских моряков, и желал, чтобы в нём видели профессионального офицера, а не приватира или пирата. Так, при Фламборо-Хед он полностью игнорировал конвой и атаковал прямиком корабли эскорта — HMS Serapis и остальные. Пропагандистский результат этой победы оказался вне всяких пропорций к её военному значению. Это была заявка нового флота на место наравне с остальными.

### Северная Америка
К началу 1778 года небольшой и слабый Континентальный флот был практически уничтожен. Позже, в 1797 году, Конгресс одобрил строительство нового флота с нуля. Но в отличие от европейских противников на 15 лет раньше, это не заставило американцев сложить оружие.
Причина проста: преуспев тактически, британцы не выполнили стратегическую задачу — изоляцию театра военных действий. Продолжалось просачивание через блокаду, продолжались поставки помощи колонистам. Основные успехи на море американцам приносили приватиры. Усилия неофициального посла колоний во Франции, Франклина, приносили все больше плодов. Когда Континентальная армия показала первые успехи при Саратоге, Франция согласилась заключить с колонистами формальный союз. Теперь её вступление в войну стало решённым делом. В марте 1778 наступил официальный разрыв: британский посол Стормонт был отозван из Парижа. Но состояние войны не было признано до официального объявления её Францией в июле.
Поражение Бургойна и провал политики сдерживания полностью изменили характер войны. Теперь рекомендацией лорда Сэндвича кабинету стало нанести Франции первое поражение, после чего предложить переговоры. Одновременно делались попытки заключить перемирие в колониях. Для этого Адмиралтейство решило оставить в колониях сильные отряды прикрытия и сосредоточить основной флот в европейских водах. Лорд Карлайл был послан в Америку для переговоров.
Адмирал Хау и его брат получили разрешение вернуться в Англию, но адмирал остался, пока не пришла его замена (адмирал Байрон). Оскорбленный недоверием кабинета, он тем не менее успел показать при Сэнди Хук, что является лучшим на флоте тактиком.
Назначение генерала Амхерста ответственным за стратегию армии оказалось ошибкой, из-за его возраста, и забот о своей роли главнокомандующего в Англии. Стратегические ошибки Лондона только усугубились в Нью-Йорке. Вместо генерала Хау командование принял Клинтон. Он, ещё больше чем Хау, проводил политику рассредоточения сил. Вместо того, чтобы овладеть достаточной территорией для снабжения от местных ресурсов, он расставлял мелкие, широко разбросанные гарнизоны. Эти гарнизоны всегда сидели в обороне и полностью зависели от флота как в снабжении, так и в защите от нападений с моря.
Из-за необходимости отряжать людей на малые корабли и шлюпки, которыми в основном и велась война на внутренних водах Америки, 50-пушечные корабли оказались так ослаблены командой, что не могли выйти в море, и был момент, когда они были сведены к роли плавучих батарей. На жалобу Хау о недостатке кораблей, последовал ответ Сэндвича:

Цель войны изменилась и, поскольку борьба в Америке теперь второстепенное соображение, нашей главной целью должно быть уязвление Франции и защита… владений Его Величества.
Оригинальный текст (англ.)The object of the war being now changed and the contest in America being secondary consideration, our principal object must now be distressing France and defending... His Majesty's possessions.

Тактические успехи французов в Новом Свете не всегда шли вровень со стратегическими. Британия была вынуждена к обороне, и колонии продолжали борьбу. Но 11-22 июля лорд Хау переиграл численно более сильного д’Эстена при Сэнди-Хук (под Нью-Йорком), тем предотвратив оккупацию Род-Айленда. Когда д’Эстен вышел в море, прекратив осаду Сэнди Хук, он попал в шторм, вынудивший его уйти на ремонт в Бостон. Так и не добившись решительной победы на восточном побережье, 4 ноября 1778 он, уходя от зимних штормов, направился в Вест-Индию. Надежды Франции выиграть кампанию и войну одним ударом снова не оправдались. Американцы рассчитывали, что он поможет в задуманном нападении на Галифакс, но им пришлось отказаться и от этого замысла.

### Вест-Индия
Байрон последовал за д’Эстеном 6 января 1779 года. Но ещё в сентябре французский губернатор Мартиники застал врасплох и оккупировал Доминику. В ответ Баррингтон захватил Сент-Люсию. Когда с подкреплениями прибыл коммодор Хотэм, за ним по пятам к Сент-Люсии явился д’Эстен. Но его попытки отбить её были отражены.
Однако в июне Байрон должен был отвлечься на сопровождение вест-индского конвоя в Англию. Когда он ушёл на Антигуа, д’Эстен захватил сначала Сент-Винсент, затем Гренаду. В сентябре 1779, после неудачного совместного штурма Саванны, д’Эстен тоже вернулся в Европу.
В 1780 году перевес был то на той, то на другой стороне, по мере подхода свежих подкреплений. Прибывший граф де Гишен обратил было взгляд на Сент-Люсию, но был остановлен появлением Родни и перенёс внимание на Барбадос. Наконец 17 апреля Родни вынудил его к бою при Мартинике. Он задумал нарушить линейную тактику, отрезать и разгромить арьергард, но оказался неспособен эффективно довести свои намерения до командиров. В результате флагман его авангарда нацелился на авангард противника, и план Родни смешался. Бой окончился вничью, но Сент-Люсия осталась британской.
Несмотря на прибытие в июне испанцев, Бурбоны не смогли реализовать своё преимущество из-за охвативших оба флота болезней. Октябрьский же ураган потрепал Родни сильнее, чем французы за два года войны и прогнал часть кораблей через всю Атлантику до Уэльса. Без крупной верфи в колониях, это был единственный для них путь исправить полученные повреждения.
Как только пришла ожидаемая весть о начале войны с Голландией, Родни 27 января 1781 предпринял захват ранее нейтральной колонии на острове Св. Евстафия, служившей базой для провоза оружия мятежникам. Худ тем временем был отряжен блокировать 4 французских корабля на Мартинике. Прибытие флота де Грасса опять сместило баланс. Сначала он намеревался атаковать Сент-Люсию, но передумал и пошёл к Тобаго, который и капитулировал 2 июля. Родни пошёл следом, и 9 июля противники обнаружили друг друга. Но ни один не пожелал принимать боя. Таким образом, Родни упустил последний шанс остановить де Грасса перед походом на Чесапик.

### Вступление в войну Испании
| Год  | Франция | Испания | Голландия | США | Итого союзники | Британия |
| ---- | ------- | ------- | --------- | --- | -------------- | -------- |
| 1778 | 52      | —       | —         | 0   | 52             | 66       |
| 1779 | 63      | 58      | —         | 0   | 121            | 90       |
| 1780 | 69      | 48      | —         | 0   | 117            | 95       |
| 1781 | 70      | 54      | 13        | 0   | 137            | 94       |
| 1782 | 73      | 54      | 19        | 0   | 146            | 94       |

1779 год отмечен новым резким изменением стратегической обстановки. Манёвры Парижа убедили Испанию заключить союз и объявить Британии войну (8 мая). Теперь уже Королевский флот оказался в абсолютном меньшинстве. Результатом стал его переход к стратегической обороне. Соединенная франко-испанская армада вошла в Канал, и адмирал Харди мог только отступать. Но на задуманное вторжение в Англию союзники не решились. Их снова подвели болезни и недостатки снабжения.
Одновременно началась серия десантных операций и контр-операций в Мексиканском заливе. Бо́льшей частью её начало благоприятствовало испанцам. Небольшие изолированные гарнизоны британцев и вальдеков либо брались штурмом, либо капитулировали. Попытки англичан захватить Омоа и позже, высадиться в устье Сан-Хуана (где впервые отличился Нельсон) были отбиты. С падением Пенсаколы вся Западная Флорида перешла в руки Испании. Таким образом в Новом свете Испания довольно быстро вернула колонии, ради которых и решилась на войну. Но оставались ещё гораздо более важные интересы в Европе: Гибралтар, осада которого началась 24 июня 1779 года, и Минорка (вторжение началось 19 августа 1781 года). К тому же, связанная договором, Испания просто должна была воевать дальше.
В 1780 году война продолжалась в основном в том же духе. Британцы не ощущали себя достаточно сильными, чтобы перейти в наступление, а французы и испанцы не смогли реализовать своё численное превосходство. Единственным заметным успехом стал захват испанцами крупного конвоя в районе Азорских островов. Это был чувствительный удар по британскому капиталу, а значит, и способности вести войну.
С другой стороны, испанцы проиграли адмиралу Родни при мысе Сент-Винсент. Свеженазначенный командующий Подветренной эскадрой, Родни в начале 1780 года, следуя все тем же Атлантическим кольцом, шёл к Подветренным островам через Гибралтар, одновременно сопровождая крупный комбинированный конвой из «купцов», направлявшихся в Вест-Индию, Португалию и Средиземное море. Вначале, 8 января, он наткнулся и разгромил на широте Финистерре испанский конвой. Затем, 16 января у мыса Сент-Винсент, показалась испанская эскадра, блокирующая Гибралтар: 11 линейных и 2 фрегата, явно не соперник эскадре Родни (18 одних только линейных, не считая других). Британцы начали преследование уходящего к своим берегам противника. В 4 часа пополудни 1 испанский корабль взорвался, с 6 вечера (уже стемнело) до 2 ночи сдались ещё 6, из них два сели на мель и были потеряны. Поскольку битва проходила в основном ночью, то получила название Битва при лунном свете.

### Бои отдельных кораблей
Если исход больших сражений эскадрами и флотами зависит от многих факторов, таких как общая обстановка, эффективная связь и взаимодействие между кораблями, дальнейшая задача и других, то дуэли сходных по типу кораблей представляют собой проверку боевых качеств в самом чистом виде, какой вообще возможен. С этой точки зрения интересен исход столкновений британцев с одной стороны и французов или испанцев, реже американцев, с другой.
Дуэли между линейными кораблями были редкостью; по самой своей природе они действовали в составе эскадры, если не целого флота. Бои один на один были уделом самостоятельных крейсеров. Из них самыми сильными были фрегаты, от 28- до 38-пушечных, хотя британцы использовали также 44-пушечные двухдечные корабли.
Иногда, против всех ожиданий, победу удавалось одержать слабейшему, но обычно в ту войну верх брал более сильный, а там где огневая мощь была примерно одинакова — более подготовленный и обученный. Если рассматривать только потерянных в бою, то британские потери 28÷44 пушечных составили 14 кораблей (12 от французов, 2 от американцев); французские фрегаты в 26÷40 пушек потеряли 21; американские в 28÷42 пушек потеряли 10; испанские 6; голландские 3. Помимо этой статистики делать обобщения трудно, но можно выделить некоторые примеры, характеризующие дуэли фрегатов.

#### HMSFox
Хотя американский Hancock тоже послужил под тремя флагами, ни один корабль не переходил из рук в руки так часто, как 28-пушечный HMS Fox. Ещё совсем новым он 7 июня 1777 года был взят сообща американскими Hancock (32) и Boston (24). Но уже через месяц был отбит обратно, а сам Hancock попал в плен. Затем, 10 сентября 1778 года возле Бреста Fox был взят французской Junon (32). Француз был вооружён 12-фунтовыми пушками и имел явное превосходство в огневой мощи. Потеряв 50 человек убитыми и ранеными, британский фрегат сдался.

#### HMSPearlпротивSanta Monica
«Убегающий испанец — пленный испанец». Эта нелестная эпиграмма не английского происхождения, а французского. Но что касается фрегатов, она оказалась правдива и для британцев. Испания построила несколько больших фрегатов, порядка 950 тонн, но они не отличались хорошим ходом, и считались недовооружёнными: обычно несли 12-фн пушки, но известны и 9-фунтовые примеры. Четыре корабля этого типа в течение войны попали в плен. Один из них, Santa Monica, был взят 14 сентября 1779 года в районе Азорских островов HMS Pearl (32).

#### Surveillanteпротив HMSQuebec
Большинство боев заканчивались потерями не выше 20 % для проигравшего. Но некоторые бились с особенным упорством — так, Serapis потерял убитыми и ранеными почти 50 %, и даже победивший его Bonne Homme Richard потерял треть команды. Одна такая дуэль особенно прославилась: 6 октября 1779 года, HMS Quebec против французской Surveillante, номинально ему равной (оба 32-пушечные). Это был бы бой абсолютно равных, если бы не 9-фн пушки Quebec (в момент его оснащения 12-фунтовых не нашлось), а команда Surveillante не была, как обычно, многочисленнее. Тем не менее бой длился 2 часа, оба корабля лишились мачт, а потери в людях росли стремительно. Под конец британский корабль загорелся, а французский, чей капитан дю Кеди́к (фр. du Couëdic) был смертельно ранен, прекратил огонь и рыцарски начал спасение англичан, каких мог подобрать. Капитан Quebec Фармер (англ. Farmer) отказался покинуть корабль и командовал борьбой с пожаром, пока на закате Quebec не взорвался. Последний раз Фармера видели спокойно сидящим на лапе уцелевшего якоря. Только 68 человек из его 195 спаслись, но и француз понёс 45 % потери, и только с большим трудом удалось отбуксировать Surveillante в Брест. Бой стал весьма популярен у художников и граверов в обеих странах.

#### HMSSanta MargaritaпротивAmazone
Хотя Американская война не произвела таких известных каждому капитанов, какими позже стали лорд Кокрейн или Стивен Дикейтор, многие достигли не меньшего профессионализма, пусть и меньшей славы. Среди них Эллиот Солтер (англ. Elliot Salter), который 29 июля 1782 года командовал большим 12-фунтовым фрегатом Santa Margarita (36), взятым у испанцев. Наткнувшись у мыса Генри на флот французов, он бежал, преследуемый Amazone (36), но как только флот исчез из виду, повернул и атаковал преследователя. После горячего боя чуть дольше часа он сбил все мачты Amazone и взял её. Артиллерию британского фрегата дополняли карронады и, при короткой дистанции боя, список потерь (метко прозванный «прейскурант мясника», англ. butcher's bill) выглядел устрашающе: половина французской команды убиты или ранены. При том как близко был французский флот, решение Солтера драться было рассчитанным риском. Несмотря на все усилия поставить временный рангоут и к тому же взять приз на буксир, на следующее утро паруса преследователей быстро приближались. Солтеру пришлось снять призовую партию и уходить. Не было даже времени уничтожить Amazone; ему повезло, что он сам смог уйти. Его риск не оправдался.

#### Один сильный стоит многих слабых (HMSMediator)
Одним из неоднократно доказанных в век паруса принципов стал: «один сильный стоит многих слабых», даже если суммарная огневая мощь последних на бумаге выглядит сильнее. Лишний раз его доказал захват британских шлюпов HMS Trepassey и HMS Atalanta американским фрегатом Alliance, а если говорить о малых отрядах, то нападение 21 июля 1781 года французских Astrée (38) и Hermione (34) на конвой в сопровождении пяти малых кораблей у Луисбурга. Ярким примером стал подвиг 44-пушечного двухдечного HMS Mediator (капитан Джеймс Латрелл, англ. James Luttrell), который 12 декабря 1782 года в районе Ферроля в одиночку напал на конвой в охранении 5 французских и американских кораблей. Эскорт конвоя состоял из вооружённых транспортов, 1 фрегата и 1 линейного en flûte, и теоретически они могли сосредоточиться для взаимной поддержки, но Mediator взял три из них один за другим.

#### Sybille
Хотя более сильный корабль обыкновенно побеждал, иногда бой даже при неблагоприятных шансах приносил успех. Так, 18 октября 1782 года у Сан-Доминго французский фрегат Sibylle (40) и 74-пушечный Scipion подверглись нападению трёхдечного HMS London (98) и HMS Torbay (74); решительными и умелыми действиями фрегат временно обездвижил London, что позволило Scipion уйти, хотя впоследствии он был загнан на берег. 2 января следующего года Sibylle, уже вооружённая 32 пушками, охраняя конвой, встретилась с более сильной британской HMS Magicienne (36) и снова ушла, лишив противника мачт. Однако через неделю сама потеряла мачты в шторм, и её везение кончилось: 22 января 1783 года её обнаружил у Чесапика HMS Hussar. В нормальных обстоятельствах 28-пушечный британский фрегат был бы против неё слишком слаб. Но сбросив в шторм за борт большинство пушек, Sybille могла только надеяться на внезапную попытку абордажа, которая провалилась. Поскольку эту попытку француз сделал, неся сигнал бедствия, она была сочтена недопустимой даже как военная хитрость. В результате капитан Керигару́ (фр. Kerigarou), чьё поведение до этого было более чем достойно, оказался в карцере, а его шпага была церемониально сломана перед строем.

#### NympheиAmphitriteпротив HMSArgo
В первой половине XVIII века стандартным крейсером был малый 40- или 44-пушечный двухдечный. Но с 1750 года его стал вытеснять фрегат. Британцы, однако, видели в двухдечном свои достоинства, особенно в условиях колониальной войны, и продолжали его строить. Главным недостатком типа был невысокий надводный борт, который не позволял открывать нижние порты в плохую погоду. В итоге 18-фунтовые пушки гон-дека бездействовали, и приходилось обходиться 9-фн (или 12-фн короткоствольной) батареей на опер-деке. Идеальная демонстрация того, почему фрегат вытеснил малый двухдечный, состоялась 16 февраля 1783 года, когда HMS Argo (44) именно по этой причине сдался французским Nymphe и Amphitrite.

### Война с Голландией
И без того воевавшая на нескольких театрах Британия совершенно не нуждалась в новом противнике. Но Голландия, мотивы которой мало отличались от испанских, не только продолжала поддерживать мятежников и предоставлять им свои порты, но и заключила с ними договор. Такого открытого признания колоний Британия оставить без внимания уже не могла, и в 1781 году объявила ей войну. Тем самым Британия пошла на дальнейшее расширение войны. И действительно, помимо голландских колоний в Вест-Индии, операции перекинулись в Ост-Индию и на африканское побережье. Таким образом, Королевскому флоту пришлось растягивать силы ещё больше.
Но к этому времени начали сказываться усилия Адмиралтейства по наращиванию флота, да появился и некоторый опыт в перебросках войск. Стали, пусть медленно и с задержками, давать результаты три нововведения: обшивка кораблей медью, принятие на вооружение карронады и строительство 18-фунтовых фрегатов. Во-первых, эскадра Северного моря смогла блокировать побережье самой Голландии. Это означало нарушение торговли — важнейшего, превыше колоний, источника богатства и силы страны. Голландия была вынуждена наступать. Попытка дать бой при Доггер-банке тактически окончилась вничью, но блокада так и не была снята. Во-вторых, в Индиях колонии одна за другой переходили в руки англичан. Одновременно они сумели у Порто-Прая и Негапатама свести бои с французами вничью. Благодаря этому вновь захваченные колонии остались под английским контролем. В результате Голландия лишилась всех Вест-индских владений.
В конце 1781 — начале 1782 года британские HMS Leander (50) и HMS Alligator (14) успешно действовали против голландских колоний на Золотом берегу. С 16 февраля по 30 марта была атакована Эльмина, взяты штурмом Мурея, Комменда, Апам, Баррако и Аккра.

### Ост-Индия
Ещё в 1778 англичане взяли у французов Пондишерри. Весной 1781 французы послали в Индию небольшую эскадру Сюффрена. По пути к мысу Доброй Надежды она 16 апреля наткнулась на английскую эскадру Джонстона в Порто-Прая. Последовавший бой не принёс победы никому, но стратегически французы выиграли: Сюффрен смог продолжить поход, и добраться до Капской колонии первым, тем предотвратив её захват. Джонстон вернулся в Европу а Сюффрен перешёл на Иль-де-Франс, и позже сражался против Хьюза, в том числе у Тринкомали и Куддалора, вплоть до известий о заключении мира.

### Йорктаун — перевёрнутый мир
Война в Северной Америке к 1781 году в общем уравновесилась. Британцы удерживали Нью-Йорк, Саванну, Чарлстон, но территория вглубь земли была им по-прежнему неподвластна. Французы оккупировали Ньюпорт (Род-Айленд). Не имея решающего перевеса, те и другие следили друг за другом, пытаясь выбрать выгодный момент, чтобы его выиграть.
При этом британцы должны были изыскивать силы для поддержки и снабжения армий Клинтона и Корнуоллиса, и нарушать американское судоходство, защищая своё. Так, 16 марта у мыса Генри севернее устья Чесапикского залива адмирал Арбютнот с 8 линейными кораблями смог пресечь попытку Детуша (7 кораблей, 1 фрегат) доставить в Вирджинию подкрепления из Род-Айленда.
В этот момент де Грасс сделал ход, нарушивший равновесие в пользу французов. Рискнув и оставив только небольшие силы для прикрытия Вест-Индской торговли, он с флотом пошёл в североамериканские воды. Родни не последовал за ним. Де Грасс получил инициативу и мог диктовать ход кампании.
Прибывший в августе адмирал Худ не застал де Грасса, и пошёл к Нью-Йорку. В любом случае, принесенная им новость о появлении французов недооценивала их численность. Только сообщение, что де Баррас вышел из Ньюпорта, заставило преемника Арбютнота, адмирала Томаса Грейвза, со всеми наличными кораблями выйти на перехват. Он правильно угадал, что целью французов была Вирджиния, но к тому времени де Грасс уже блокировал Чесапик с моря, и армия Корнуоллиса в Йорктауне оказалась в блокаде.
5 сентября 1781 произошло ничем не примечательное тактически Чесапикское сражение (часть кораблей в обеих линиях вообще не сделали ни залпа), которое, однако, имело далеко идущие последствия для исхода войны. Понеся некоторые потери в людях, флоты де Грасса и Грейвза разошлись. И вот здесь Грейвз проявил непонимание своей задачи. Считая, что его делом было дать бой французам, и что он удовлетворительно его исполнил, не потеряв при этом ни корабля, он ушёл в Йью-Йорк для ремонта. Но французская блокада Чесапика не была снята. Де Баррас с подкреплениями прошёл в Йорктаун.
Дальнейшее хорошо известно. Капитуляция Корнуоллиса с армией оказала на Британию обвальное действие. (Его армия по Йорктауном маршировала в плен под мелодию The world turned upside down.) До Британия наконец осознала, что постоянный инструмент решения её проблем — Королевский флот — с проблемой подавления мятежа колонистов не справился. Страна изверилась в возможности победить, и после этого все мысли и усилия кабинета были направлены только на выход из кризиса с наименьшими потерями. Но и этого оказалось недостаточно. Кабинет Норта пал, Парламент проголосовал за объявление короля неспособным править колониями, за предоставление им независимости и заключение мира.

## 1782—1783 (свёртывание)
Всю войну британское правительство страдало от фундаментального непонимания механизмов морской мощи: оно приказывало двигать целые армии, не заботясь о том, какие корабли и транспорты, и сколько, нужны для их переброски и снабжения. В результате силы прибывали «слишком поздно и слишком мало». В 1782 году отсутствие явных побед, помноженное на Йорктаун, сыграло политическую роль, и кабинет лорда Норта пал. На смену ему пришёл кабинет вигов маркиза Рокингема: публику уже не интересовали успехи, она хотела только окончания войны.
Именно тогда успехи появились. Вернувшемуся из опалы Хау удалось снять испанскую осаду с Гибралтара (а испанцам — освободить Минорку, в феврале 1782), Хьюзу во втором сражении при Негапатаме — одержать победу. Тем не менее, тень Йорктауна так и преследовала британцев.
Операции 1782 года в Вест-Индии были реакцией на действия французов. После успешного захвата Сент-Киттса в феврале, де Грасс последовательно овладел островом Невис, колониями Демерара и Эссекибо. Временный командующий на Подветренных островах, адмирал Худ, имея всего 22 линейных корабля, вел сдерживающие бои, но предотвратить оккупации не мог.
Тактический гений присланного на театр Родни на удивление, для человека столь высокого ранга, сочетался с неумением разбираться в людях и дурным характером.

даже в век, известный непотизмом и казнокрадством, он сумел прослыть непотом и хапугой
Оригинальный текст (англ.)grasping and nepotistic enough, for it to be particularly noticed in a nepotistic and grasping age...

Давал себя знать и его возраст. В результате он не смог наладить рабочие отношения с остальными командирами, в том числе Худом, и отвлекался на самообогащение там, где требовались решительные действия, например при Синт-Эстатиус. Но после объединения их эскадр британцы впервые за войну получили численное преимущество. Оставалось только дать сражение. Случай представился 9 апреля, когда де Грасс вышел в море, сопровождая сверхбольшой (свыше 100 транспортов) войсковой конвой для захвата Ямайки. Этого допустить было никак нельзя — Ямайка была важнейшей и богатейшей колонией Вест-Индии. Родни начал преследование, и в проливе между Доминикой и Гваделупой, при слабых ветрах и штилях, состоялось Сражение у островов Всех Святых. Родни блестяще воспользовался как изломом в линии, так и переменой ветра. В нарушение линейной тактики, прорвав линию противника в трёх местах, он сумел разбить его по частям. В плен попало 5 кораблей, в том числе сам де Грасс со своим флагманом.
Худ требовал энергичного преследования, доказывая что можно взять во много раз больше, но пожилой и усталый Родни медлил. В итоге только два 64-пушечных и два малых корабля из рассеянных французов попали в плен.
Исправив основные повреждения и подобрав обратный конвой, флот вместе с призами вышел в Англию в сентябре — под конец сезона ураганов. Именно налетевший ураган нанёс больше потерь, чем противник. Но весть о победе, добравшись до Европы, вкупе со снятием осады с Гибралтара, подвигла противников начать мирные переговоры.

## Итоги
К моменту, когда французы и испанцы пошли на соглашение, в британских переговорах с Франклином был достигнут некоторый прогресс. К этому времени во Франции уже накопилось недовольство войной, и было ясно, что вернуть колонии силой не удастся. Новость о поражении при островах Всех Святых, вкупе с назревающим кризисом между Турцией и Россией в Крыму, склонили Верженна к бо́льшей уступчивости. Испания же, получив Флориду и Минорку, не имела надежд отвоевать Гибралтар, а значит, и причин продолжать войну. Последние бои на море произошли в Индийском океане, когда был уже заключён Парижский мир, но новость о нём ещё не достигла Индии.
Результатом договора стал некоторый передел колоний: дипломаты использовали захваченные в войне территории как разменные фигуры. Ошибки, допущенные на стратегическом уровне — распределение сил, выбор главной цели, расстановка командующих, несогласованность сухопутной и морской кампании — было уже невозможно исправить вовремя. Когда в войну вступила Испания, на это не осталось ни времени, ни резервов. Политическая разъединённость в самой Британии только усугубила эти проблемы.
В итоге пришлось жертвовать колониальной войной ради войны глобальной. Британия признала независимость Соединенных Штатов. Манёвры Франклина с целью получить больше не принесли ничего. Франция отказалась поддержать американские претензии на Канаду. Этим она отдалила вступление США в прямую конкуренцию, но своего внутреннего положения не улучшила.
Крупнейшие изменения произошли по морской части.

### Франция
Французский флот, почти всю войну воевавший в большинстве, очень близко подошёл к завоеванию господства на море. Но разделённая политика Парижа, одним глазом следившего за континентальной Европой, часто связывала инициативу талантливых адмиралов приказами действовать только наверняка. Здесь сказалось мышление, унаследованное от Семилетней войны. В итоге в критические моменты им недоставало решительности, и преимущество так и не превратилось в господство. Больше такого шанса за всю историю у Франции не было. А истощенные финансы немало способствовали скорому приходу Революции.

### Испания
Испания несколько расширила свои Вест-Индские владения. Но это произошло ценой очень больших затрат из казны, восполнить которые можно было только из Нового Света, а обезопасить пути туда она по-прежнему не смогла. Испанский флот получал прекрасные корабли, но страна испытывала хронические трудности в их оснащении и снабжении. При всем этом Гибралтар остался недосягаем. Приобретения Испании примерно уравновесили её потери.

### Соединенные Штаты
Американские «купцы» вместе с независимостью получили возможность торговать по всему свету. При этом они остались сами по себе — как ни парадоксально, до 1783 года они находились под защитой Королевского флота. Очень скоро они это почувствовали в водах Варварийского берега. Впрочем, новое государство не стремилось враждовать, и на деле доказало правоту Адама Смита: торговать выгоднее с богатым противником, чем с бедной колонией. Британия же смогла извлечь из этого выгоду лишь позже, с окончанием Наполеоновских войн. Несмотря ни на что, американский торговый флот скоро вытеснил голландский с роли крупнейшего мирового перевозчика.

### Голландия
Голландия от вступления в войну оказалась в чистом проигрыше. Её торговля понесла тяжёлый урон, а с потерей колоний (нетронутыми остались только Молуккские острова) сеть постов и факторий уменьшилась. Что ещё важнее, она согласилась на свободное плавание британских кораблей в Восточных морях, чем способствовала дальнейшему подтачиванию своих позиций, и укреплению британских. Голландский флот оказался неспособен ни защитить торговлю, ни противостоять серьёзному противнику в одиночку.

### Британия
Британия претерпела самые большие перемены. В цепи её североамериканских владений появился огромный разрыв — почти все Восточное побережье, с его городами, портами, ресурсами. Отпали от неё самодостаточные, привычные к морю и торговле колонии. С другой стороны, британские владения в Индии расширились за счёт голландских и французских. Важнейшие карибские владения, а также стратегически важный Гибралтар, остались за ней. Развитие Британской империи коренным образом изменилось, её основные интересы переместились в Азию.
Королевский флот, привыкший быть первым в мире, воевал в непривычном для себя качестве. Численное большинство перешло к противнику. Это касалось как линейных кораблей, так и лёгких сил, особенно фрегатов, несших на себе повседневные работы войны. В этих условиях адмиралтейская политика экономии, вылившаяся в максимизацию численности кораблей за счёт уменьшения размеров, обернулась против них. Вынужденные к стратегической обороне, они часто оказывались один на один с более сильными и крупными кораблями. Если раньше противник предпочитал не ввязываться, зная что за горизонтом, скорее всего, есть другие англичане, то теперь грозил полностью подавить небольшие британские корабли.
Проблемы страны проникли и на флот. Тому свидетельство — разногласия между высшими офицерами (например, Кеппелем и Паллисером, Хау и Грейвзом, Худом и Родни), на грани неподчинения. Можно только удивляться, что флот сохранил какую-то эффективность.
Упомянутые выше нововведения (обшивка медью, карронада, 18-фн фрегат), плюс усилия профессионалов на флоте и в Адмиралтействе, помогли накопить опыт и к концу войны преодолеть дилетантство и коррупцию. В сочетании с сознанием единой цели и национальным чувством (так называемым «британским характером») они вывели Британию из кризиса: хоть и с потерями, но главная цель страны — господство на море — была обеспечена, стратегически важные пункты и территории сохранены, а Королевский флот снова взял верх над соединенными силами противников. В результате богатство страны продолжало расти.